# Thomas S. Ferguson
Thomas Shelburne Ferguson (ur. 14 grudnia 1929 w Oakland) – amerykański matematyk i statystyk. Emerytowany profesor matematyki i statystyki na Uniwersytecie Kalifornijskim w Los Angeles.
Ferguson urodził się w Oakland i wychował w Alamedzie w Kalifornii. Ukończył matematykę na Uniwersytecie Kalifornijskim w Berkeley, gdzie uzyskał stopień doktora w 1956. Jego rozprawa składała się z dwóch oddzielnie zatytułowane części: On Existence of Linear Regression in Linear Structural Relations („O istnieniu regresji liniowej w liniowych relacjach strukturalnych”) i A Method of Generating Best Asymptotically Normal Estimates with Application to the Estimation of Bacterial Densities („Metoda generowania najlepszych asymptotycznie normalnych oszacowań z zastosowaniem do szacowania gęstości bakterii”). Promotorem rozprawy był Lucien Le Cam.
Po doktoracie przez rok pracował w Berkeley jako wykładowca na uniwersytecie, a w 1957 przeniósł się na Uniwersytet Kalifornijski w Los Angeles.

## Znaczące monografie
- Mathematical Statistics: A Decision Theoretic Approach (Academic Press, 1967)[3]
- A Course in Large Sample Theory (Chapman i Hall, 1996)[4]
- A Course in Game Theory (World Scientific, 2020)[5]. Jego wkład w badania obejmuje analizę gry o sumie zerowej „big match” z Davidem Blackwellem(inne języki), co ostatecznie doprowadziło do dowodu istnienia wartości równowagi w grach stochastycznych z wypłatą w postaci granicy średniej arytmetycznej wypłat; wprowadzenie rozkład a priori Fergusona (proces Dirichleta)[1]; właściwość parowania wg Fergusona w analizie gier z odejmowaniem misère[1][6] oraz wkład w teorię zatrzymania optymalnego, jak np. współautor pracy nad problemem Robbinsa[1].

Ferguson został mianowany członkiem Instytutu Statystyki Matematycznej w 1967, a także Amerykańskiego Towarzystwa Statystycznego w 1985. W 1998 otrzymał belgijską Francqui Chair of Science. W 2000 została opublikowana księga pamiątkowa na cześć Fergusona pod redakcją F. Thomasa Brussa i Luciena Le Cam.

## Życie osobiste
Ferguson poślubił Beatriz Rossello, która też jest matematyczką, z którą ma syna Chrisa Fergusona, pokerzystę. Jest współautorem artykułów z Chrisem Fergusonem na temat matematyki pokera i innych gier losowych.